# Natalia Duchnovová
Natalia Duchnovová (bělorusky Наталля «Наташа» Станіславаўна Духнова) (* 16. července 1966) je bývalá běloruská atletka, halová mistryně Evropy v běhu na 800 metrů.

## Kariéra
Startovala na mistrovství světa v roce 1993, ale bez úspěchu. V následující sezóně se stala halovou mistryní Evropy v běhu na 800 metrů a zároveň skončila druhá na této trati na evropském šampionátu pod širým nebem. Na olympiádě v Atlantě v roce 1996 doběhla ve finále “půlkařek” šestá. O rok později vybojovala stříbrnou medaili v běhu na 800 metrů na světovém halovém šampionátu.